# Goshen (Ohio)
Pour les articles homonymes, voir Goshen.
Goshen est une Census-designated place dans le comté de Clermont en Ohio aux États-Unis. 
Au recensement de 2020, sa population est de 715 habitants. 

## Histoire
Goshen a été fondée en 1799 par des colons allemands et anglais qui avaient migré de Goshen (Connecticut) sur la rivière Ohio depuis l'ouest de la Pennsylvanie après avoir combattu pour les colonies pendant la guerre d'indépendance américaine.
Le 6 juillet 2022, une tornade EF2 frappe le centre-ville, causant des dommages à plusieurs bâtiments, dont le poste des pompiers, ce qui a conduit les autorités à déclarer l'état d'urgence. Les centres nationaux d'information sur l'environnement ont déclaré que la tornade avait causé 3 millions de dollars (2022 USD) de dégâts. 